# کش‌باکس
کش‌باکس (انگلیسی: Cashbox؛ ‏یا Cash Box) یک نشریه دانشگاهی آمریکایی صنعت موسیقی است که به صورت هفتگی از ژوئیهٔ ۱۹۴۲ تا نوامبر ۱۹۹۶ منتشر می‌شد. ده سال پس از انحلال، این هفته‌نامه دوباره تجدید حیات یافت و این بار به صورت یک نشریه الکترونیکی هفتگی به نام «مجلهٔ کش‌باکس» منتشر شد که یک مجله اینترنتیِ برخط با جداولِ موسیقیِ هفتگی و گاه‌به‌گاه ویژه‌نامه‌های چاپی بود. علاوه بر صنعت موسیقی، این مجله به صنعت بازی‌های سرگرمی، از جمله دستگاه‌های جوک‌باکس و بازی‌های آرکید نیز پرداخت.
مجموعه‌ای کامل از نسخه‌های چاپی (کاغذی) قدیمی این نشریه در بایگانی کالج ویلیام و مری موجود است.